# 莎草細毛足蚜
莎草細毛足蚜（学名：Schizaphis rotundiventris）为常蚜科二叉蚜屬下的一个种。